# نامحصور
نامحصور (به انگلیسی: Unchained) نام سومین آلبوم استودیویی بازیگر، ترانه‌نویس و خوانندهٔ آمریکایی، دونالد برازول است که در سال ۲۰۱۱ منتشر شده‌است. این آلبوم بدنبال دومین آلبوم وی با نام می‌افتیم و دوباره برمی‌خیزیم منتشر شده‌است و شامل کاورهای ترانه‌های معروف سبک موسیقی کلاسیک متقاطع است.

## فهرست آهنگ‌ها
| ۱           | "شبهایی در ساتن سفید" | ۳:۱۰ |
| ۲           | "ترانهٔ نامحصور"       | ۴:۱۴ |
| ۳           | "کاروسو"              | ۴:۵۷ |
| ۴           | "تاب"                 | ۲:۲۹ |
| ۵           | "سینما پارادیزو"      | ۳:۳۳ |
| ۶           | "باد زیر بالهای من"   | ۳:۵۱ |
| ۷           | "خواب"                | ۳:۲۱ |
| ۸           | "تو مرا بلند می‌کنی"   | ۵:۳۱ |
| ۹           | "رزا"                 | ۴:۰۵ |
| ۱۰          | "فرزند طبیعت"         | ۲:۵۴ |
| ۱۱          | "تقدیم به قهرمانان"   | ۴:۰۵ |
| ۱۲          | "زمان خداحافظی"       | ۳:۲۵ |
| Bonus Track |                       |      |
| ۱۳          | "بگو دوستت دارم"      | ۲:۳۸ |